# ماریان مارتینسین
ماریان مارتینسین (انگلیسی: Mariann Marthinsen؛ زادهٔ ۹ سپتامبر ۱۹۸۴) مددکاری اجتماعی اهل نروژ است.